# Pachira aquatica
Pachira aquatica Aubl. é uma árvore da família Malvaceae ou Bombacaceae nativa da América Central e do Sul. Conhecida vulgarmente como munguba, castanhola, castanha-do-maranhão carolina, paineira-de-cuba e mamorana, é uma árvore frondosa, cujas folhas pecioladas e digitadas apresentam de 5 a 9 folíolos verde-escuros. Suas flores com 5 pétalas muito grandes são castanho-avermelhadas. As sementes são comestíveis.
Estudos científicos desenvolvidos sobre a composição das sementes demonstram que a Pachira aquatica tem um elevado teor de óleo (44,1 por cento), sendo o ácido palmítico o seu principal componente. Observou-se, também, a existência de proteína com alto teor de triptofano. 
Testes toxicológicos realizados sobre a Pachira aquatica demonstraram discreta toxicidade e não apresentaram evidências citotóxicas, não tendo sido observada atividade bactericida. (Charlene K. S. Pereira, Cínara S. Vidal, Max R. Quirino e Marçal Q. Paulo).[carece de fontes?]
Estudos realizados com princípios ativos obtidos do extrato da planta P. aquatica   mostraram a existência de uma naftoquinona chamada de  isohemigossipolona  capaz de inibir parte dos danos locais e sistêmicos causados por peçonhas de jararacas, demonstrando o potencial farmacológico desse composto na neutralização dos efeitos nocivos causados por picadas de cobras.
Espontaneamente, a árvore vegeta em locais úmidos, nas margens e nos barrancos de rios e lagoas, ou em terrenos alagadiços e brejosos, de onde provém a palavra "aquática" do seu nome científico. No entanto, a monguba adapta-se facilmente a condições bem diversas de solo e clima. Em geral, a monguba é árvore de tamanho variável, bastante frondosa, possuindo uma copa densa e arredondada. Por tais qualidades e pela beleza e exotismo de suas grandes flores amarelas de pontas avermelhadas, é árvore de reputada função ornamental. A monguba é, inclusive, bastante utilizada na arborização das ruas, provando sua adaptabilidade e sua capacidade de medrar até mesmo em terrenos secos.
Embora seja espécie muita conhecida, adaptável ao cultivo, de frutos saborosos e de variadas utilidades, a monguba é pouco utilizada pelos brasileiros, não sempre reconhecida como espécie de importância para a exploração econômica, o que é um equívoco. As belas mongubas produzem anualmente grandes quantidades de frutos, disputados avidamente pela fauna. Deles, aproveitam-se as sementes. Sendo da mesma família das paineiras, as sementes da monguba, que permanecem guardadas em grandes e compridas cápsulas de coloração castanho-avermelhada e de aparência aveludada, ficam envoltas em meio a uma paina branca.
As castanhas são comestíveis e podem ser consumidas cruas, assadas sobre a brasa, fritas em óleo, cozidas com sal ou torradas.
Existem vários estudos relacionados à análises nutricionais entre outros.
Sinonímia: castanheiro-do-maranhão, cacau-selvagem, castanheira da água, castanheiro-de-guiana, mamorana, munguba, mungaba. É vendida na Ásia oriental e nos Estados Unidos sob nomes comerciais que significam "árvore de dinheiro".

## Etimologia
"Mamorana" é proveniente da junção de "mamão" com o termo tupi rana, que significa "semelhança". Significa, portanto, "semelhante ao mamão". É uma referência à semelhança dos frutos de mamorana com os frutos de mamão.

## Galeria

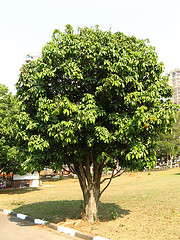
Árvore adulta em São Paulo, no Brasil
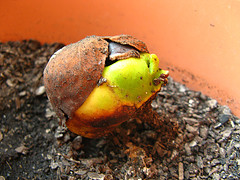
Brotação
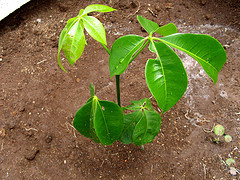
Jovem
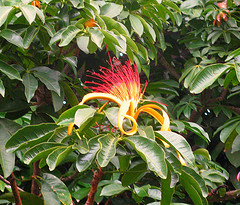
Flor
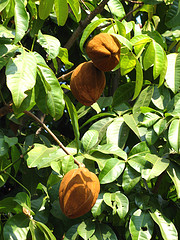
Frutos
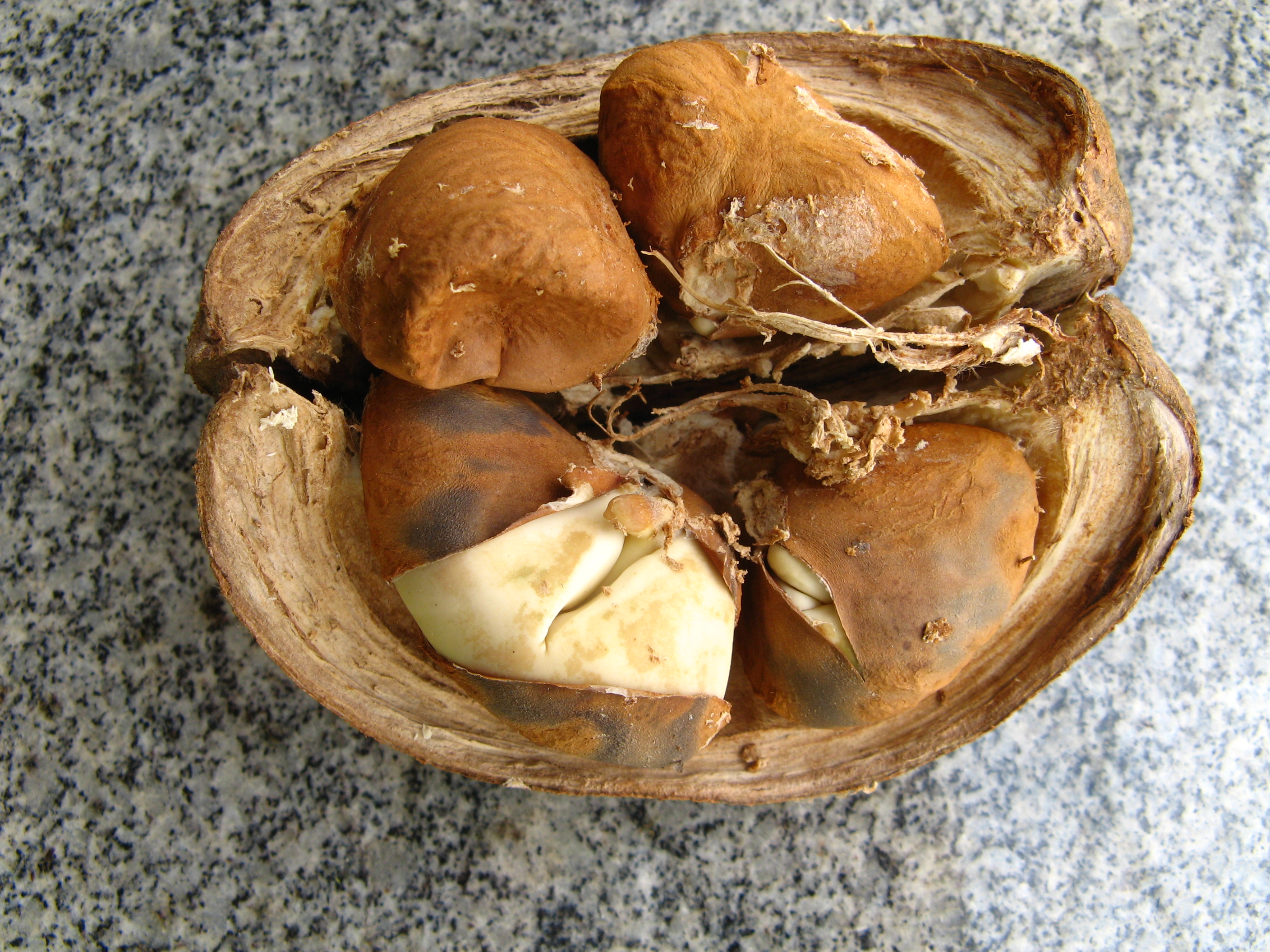
Fruto com sementes, de tamanho pequeno (12 centímetros)
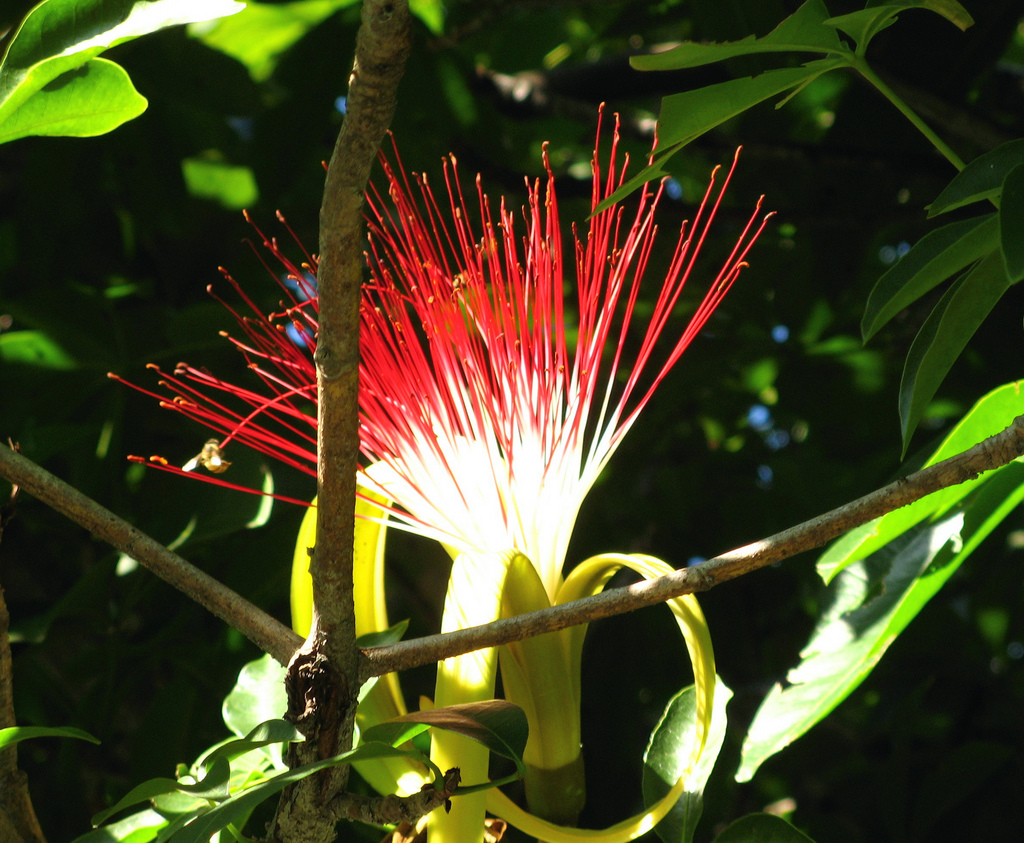
Flor  (Parque Ceret, em São Paulo, no Brasil)
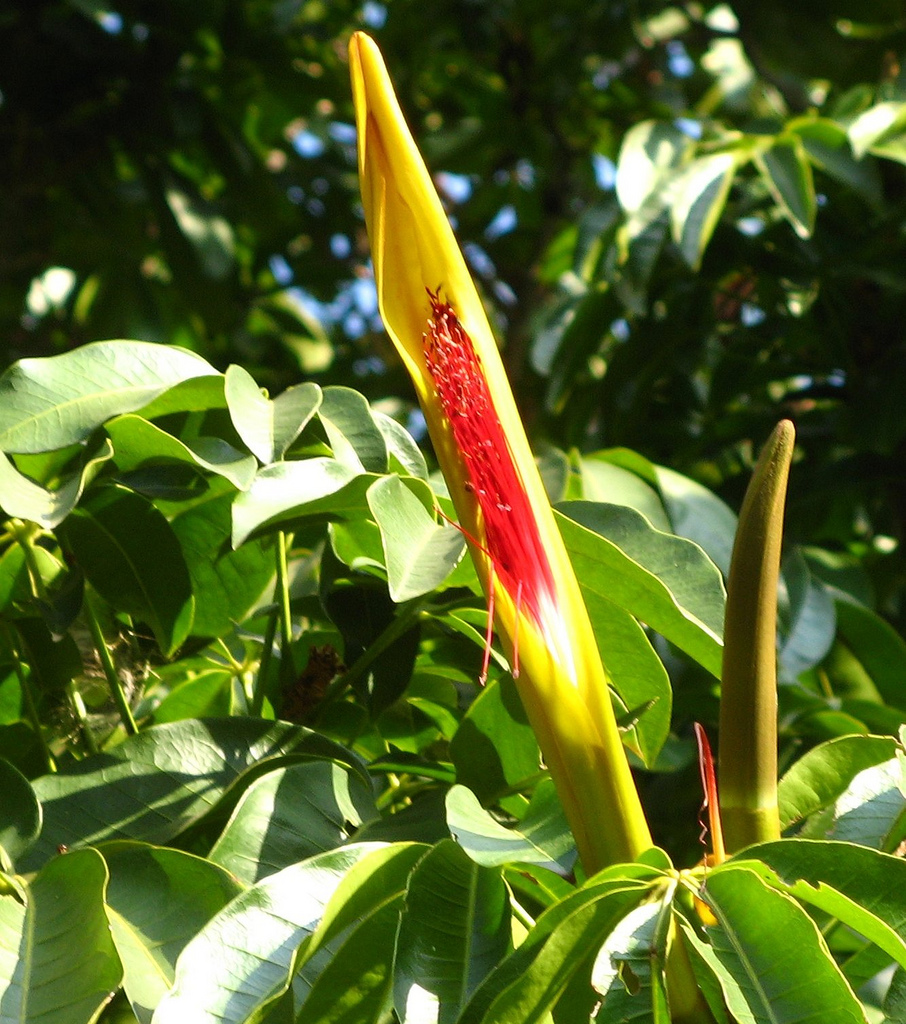
Flor a abrir
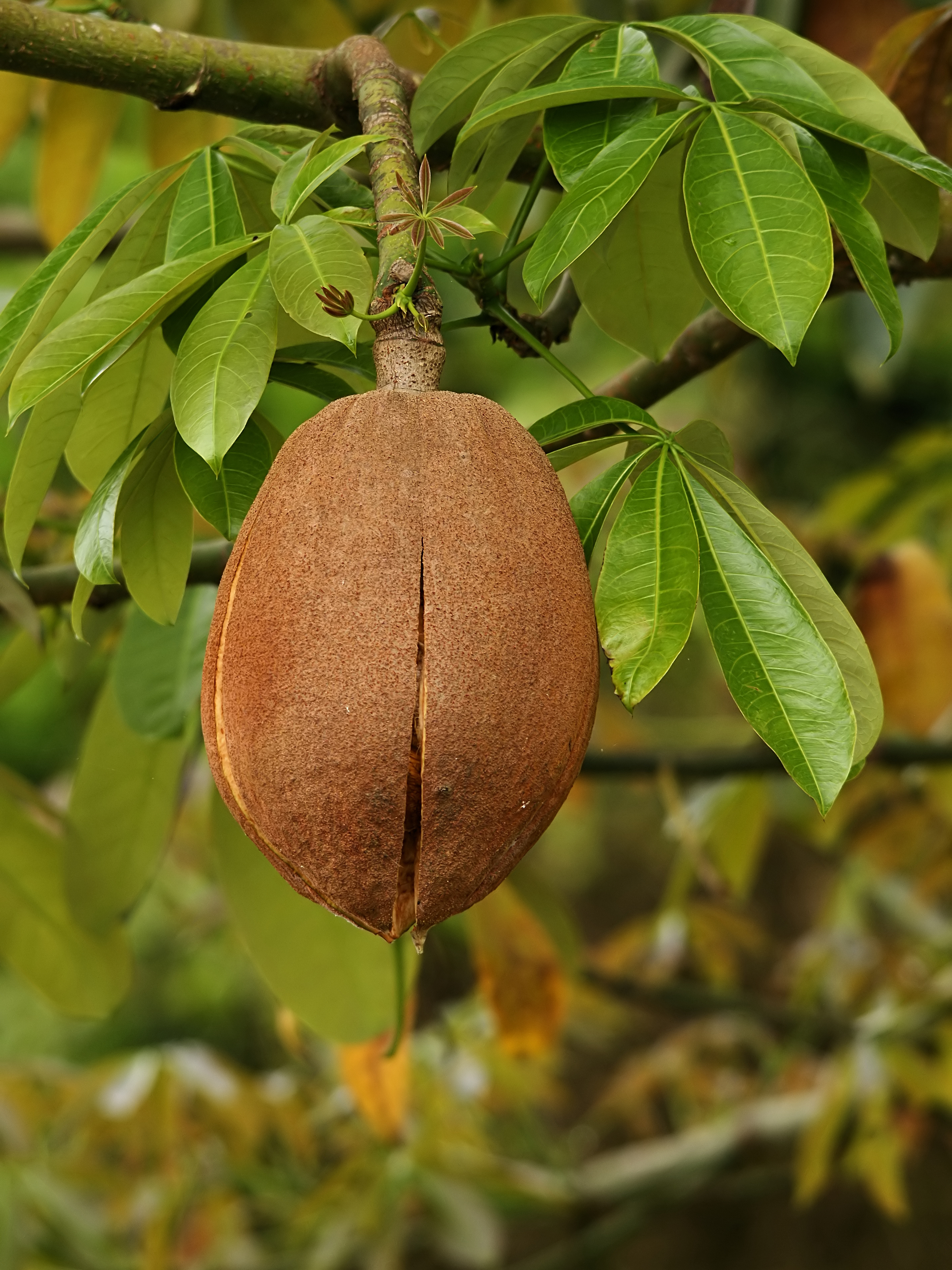
Fruto em detalhe
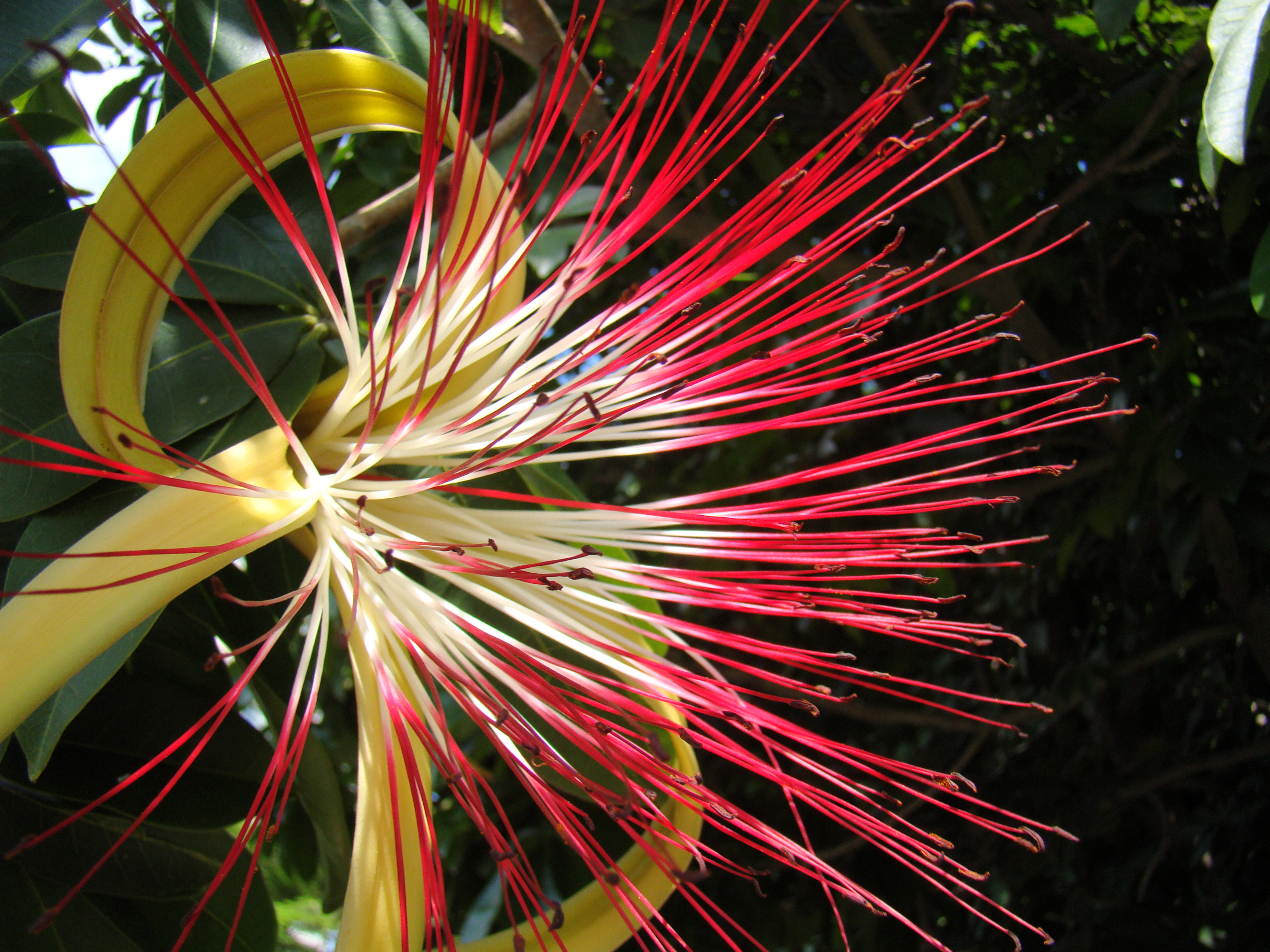
Flor vista de cima
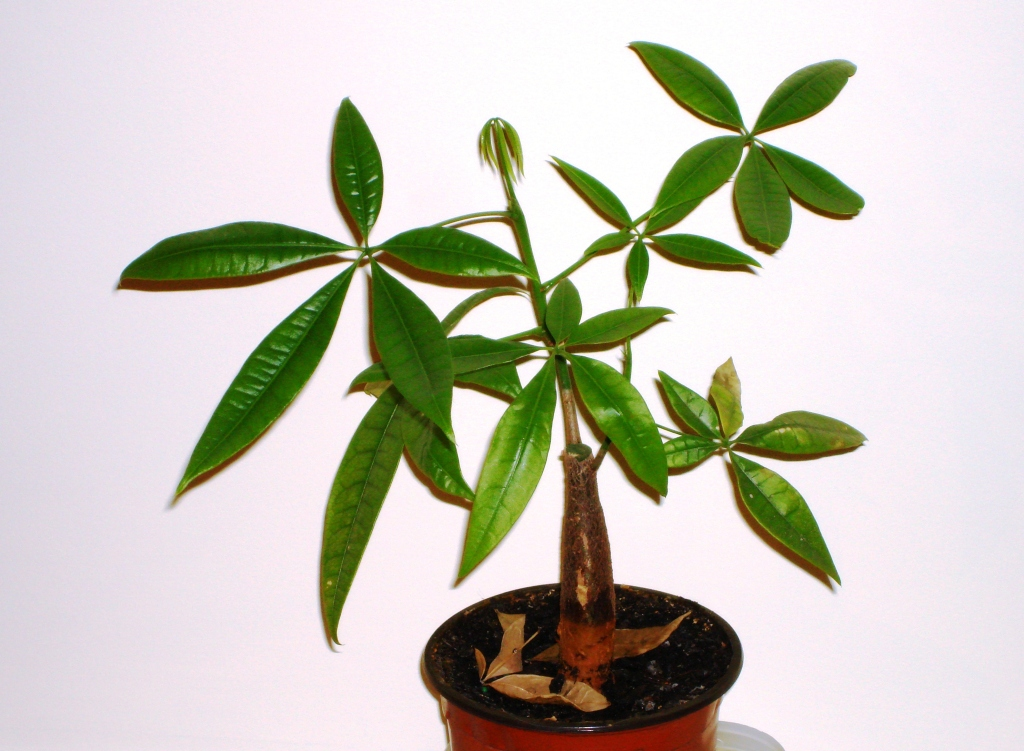
Pachira aquatica em vaso (no Porto, em Portugal)
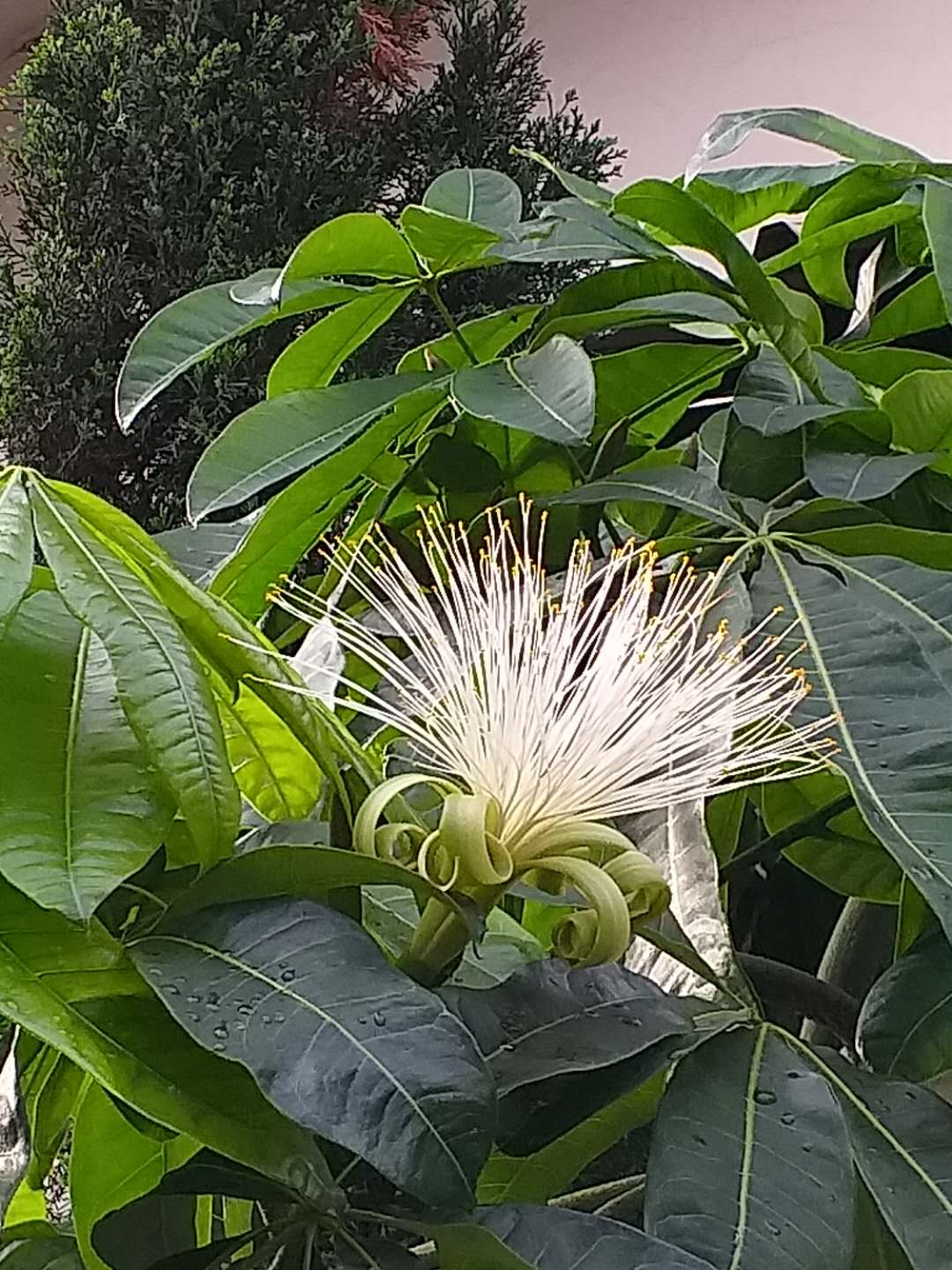
Flor